# Canton de Saint-Gilles
Le canton de Saint-Gilles est une division administrative du département du Gard, dans l’arrondissement de Nîmes.

## Histoire
Le canton de Saint-Gilles a été créé en 1862.
Un nouveau découpage territorial du Gard entre en vigueur à l'occasion des élections départementales de mars 2015, défini par le décret du 24 février 2014, en application des lois du 17 mai 2013 (loi organique 2013-402 et loi 2013-403). Les conseillers départementaux sont, à compter de ces élections, élus au scrutin majoritaire binominal mixte. Les électeurs de chaque canton élisent au Conseil départemental, nouvelle appellation du Conseil général, deux membres de sexe différent, qui se présentent en binôme de candidats. Les conseillers départementaux sont élus pour 6 ans au scrutin binominal majoritaire à deux tours, l'accès au second tour nécessitant 12,5 % des inscrits au 1er tour. En outre la totalité des conseillers départementaux est renouvelée. Ce nouveau mode de scrutin nécessite un redécoupage des cantons dont le nombre est divisé par deux avec arrondi à l'unité impaire supérieure si ce nombre n'est pas entier impair, assorti de conditions de seuils minimaux. Dans le Gard, le nombre de cantons passe ainsi de 46 à 23. Le nombre de communes du canton de Saint-Gilles passe de 2 à 8.
Le nouveau canton de Saint-Gilles est formé de communes des anciens cantons de Saint-Mamert-du-Gard (3 communes), de Saint-Gilles (2 communes), de Sommières (1 commune), de La Vistrenque (1 commune + fraction de Nîmes) et de Saint-Chaptes (1 commune). Le canton est entièrement inclus dans l'arrondissement de Nîmes. Le bureau centralisateur est situé à Saint-Gilles.

## Représentation

### Juges de paix
| Période | Période | Identité         | Fonction précédente                                   | Observation |
| ------- | ------- | ---------------- | ----------------------------------------------------- | ----------- |
| 1822    | 1840    | Louis Rocquelain |                                                       | -           |
| 1830    | 1842    | Louis Daudet     |                                                       | -           |
| 1842    | 1848    | Édouard Franc    |                                                       | -           |
| 1848    | 1870    | Bousquet         |                                                       | -           |
| 1870    | 1870    | Eugène Brun      |                                                       | -           |
| 1870    | 1871    | Henri Aurillon   |                                                       | -           |
| 1871    | 1873    | Eugène Fabre     | Juge de paix du canton de Pont-Saint-Esprit           | -           |
| 1873    | 1879    | Deleuze          | Juge de paix du canton de Bédarrides                  | -           |
| 1879    | 1880    | Henri Soard      | Juge de paix du canton de Pernes-les-Fontaines        | -           |
| 1880    | 1881    | Imbert           |                                                       | -           |
| 1881    | 1889    | Joseph Badin     | Maire de Saint-Gilles                                 | -           |
| 1889    | 1892    | Chandron         | Juge de paix du canton de Bollène                     | -           |
| 1892    | 1899    | Charles Granier  |                                                       | -           |
| 1899    | 1903    | Félix Gondran    | Juge de paix du canton de Clairvaux-les-Lacs          | -           |
| 1903    | 1903    | François Bouille | Juge de paix du canton de La Roche                    | -           |
| 1903    | 1907    | Roule            | Juge de paix du canton de Laguiole                    | -           |
| 1909    | 1924    | Phoebus Jouve    |                                                       | -           |
| 1924    | 1929    | Jules Nègre      | Président de chambre à la cour d'appel de Montpellier | -           |

### Conseillers d'arrondissement
| Période                                  | Période  | Identité                    | Étiquette           | Qualité |
| ---------------------------------------- | -------- | --------------------------- | ------------------- | --- |
| 1833                                     | 1836     | Antoine Monnier             |                     | Négociant à Saint-Gilles                                                                                    |
| 1836                                     | 1842     | Auguste Nourrit             |                     | Propriétaire, adjoint au maire de Saint-Gilles précédemment élu dans le canton de Sommières                 |
| 1842                                     | ap. 1852 | Anacréon Delmas (1794-1871) |                     | Officier du Génie, titulaire de la médaille de Sainte-Hélène, adjoint au maire de Saint-Gilles              |
|                                          |          |                             |                     | |
| 1864                                     | 1870     | Isidore de Vérot            |                     | Propriétaire, adjoint au maire de Saint-Gilles                                                              |
| 1870                                     | 1871     | Émile Aptel                 |                     | Propriétaire à Saint-Gilles                                                                                 |
| 1871                                     | 1886     | François Guiot-Marque       | Légitimiste         | Propriétaire à Générac                                                                                      |
| 1886                                     | 1895     | Frédéric Coste              | Républicain         | Maire de Générac                                                                                            |
| 1895                                     | 1907     | Élie Peyron                 | Socialiste          | Avocat à la Cour d'appel de Nîmes                                                                           |
| 1907                                     | 1913     | Émile Alcay                 | Républicain radical | Importateur de vin, Générac                                                                                 |
| 1913                                     | 1919     | Alphonse Aurillon           | Rad.                | Propriétaire à Générac                                                                                      |
| 1919                                     | 1931     | Aristide Petit              | SFIO                | Maçon, Générac                                                                                              |
| 1931                                     | 1937     | Joannin Chauvet-Serre       | URD                 | Cultivateur à Saint-Gilles                                                                                  |
| 1937                                     | 1940     | Pierre Bousquet             | Radical indépendant | Courtier en vins à Nîmes                                                                                    |
| 1940                                     |          |                             |                     | Les conseils d'arrondissement ont été suspendus par la loi du 12 octobre 1940 et n'ont jamais été réactivés |
| Les données manquantes sont à compléter. |          |                             |                     | |

### Conseillers généraux
| Période | Période          | Identité                              | Étiquette                | Qualité                                                                               |
| ------- | ---------------- | ------------------------------------- | ------------------------ | ------------------------------------------------------------------------------------- |
| 1833    | 1848             | Pierre Jalaguier                      |                          | Avocat et propriétaire Maire de Saint-Gilles (1840-1844)                              |
| 1848    | 1856             | Jacques Philippe Pérouse              |                          | Maire de Saint-Gilles (1844-1855)                                                     |
| 1856    | 1867             | Prosper Dugas                         |                          | Propriétaire Maire de Saint-Gilles (1855-1867)                                        |
| 1867    | 1868 (décès)     | Charles de Surville                   | Légitimiste              | Maire de Nîmes Député (1849-1851)                                                     |
| 1868    | 1869 (décès)     | Prosper Dugas (1804-1869)             |                          | Propriétaire Maire de Saint-Gilles (1855-1867)                                        |
| 1870    | 1874             | André Hitier                          |                          | Maire de Saint-Gilles (1867-1870 et 1871-1872)                                        |
| 1874    | 1886             | Duc Edouard de Fitz-James (1826-1906) | Droite légitimiste       | Propriétaire à Saint-Gilles                                                           |
| 1886    | 1919             | Jean Cazelles                         | Républicain progressiste | Avocat à la Cour d'appel de Paris Chef du cabinet civil du Ministre de la Guerre      |
| 1919    | 1921 (démission) | Jules Brunel                          |                          | Négociant en vins à Saint-Gilles                                                      |
| 1921    | 1929             | François Griffeuille                  | Soc.ind.                 | Maire de Saint-Gilles (1919-1929)                                                     |
| 1929,   | 1931             | Gilles Massebiau                      | SFIO                     | Cultivateur à Saint-Gilles                                                            |
| 1931    | 1940             | Alexandre Girard (1891-1972)          | PRS                      | Propriétaire Maire de Saint-Gilles (1931-1944) Nommé conseiller départemental en 1942 |
|         |                  |                                       |                          |                                                                                       |
| 1945    | 1951             | Joseph Estratat                       | Rad.                     | Retraité à Saint-Gilles                                                               |
| 1951    | 1970             | Alexandre Girard                      | DVD                      | Maire de Saint-Gilles (1959-1965)                                                     |
| 1970    | 2001             | Louis Girard (fils du précédent)      | DVD puis RPR             | Maire de Saint-Gilles (1977-1989)                                                     |
| 2001    | 2015             | Olivier Lapierre                      | UMP puis DVD             | Médecin Maire de Saint Gilles (2008-2010)                                             |

Le canton fait partie de la deuxième circonscription du Gard.

### Conseillers départementaux
| Période élective | Période élective | Mandat | Mandat   | Identité        | Nuance | Nuance | Qualité                                                  |
| ---------------- | ---------------- | ------ | -------- | --------------- | ------ | ------ | -------------------------------------------------------- |
| 2015             | 2021             | 2015   | 2021     | Huguette Sartre |        | UDI    | Retraitée de France Télécom Adjointe au maire de Milhaud |
| 2015             | 2021             | 2015   | 2021     | Eddy Valadier   |        | LR     | Cadre administratif et financier Maire de Saint-Gilles   |
| 2021             | 2028             | 2021   | en cours | Huguette Sartre |        | UDI    | Conseillère sortante                                     |
| 2021             | 2028             | 2021   | en cours | Eddy Valadier   |        | LR     | Conseiller sortant                                       |

### Résultats détaillés

#### Élections de mars 2015
À l'issue du 1er tour des élections départementales de 2015, trois binômes sont en ballottage : Frédérique Cordesse et Christophe Lefevre (FN, 43,83 %), Huguette Sartre et Eddy Valadier (Union de la Droite, 29,24 %) et Daniel Aniort et Marjorie Enjelvin (Union de la Gauche, 26,94 %). Le taux de participation est de 52,96 % (13 678 votants sur 25 827 inscrits) contre 53,96 % au niveau départementalet 50,17 % au niveau national.
Au second tour, Huguette Sartre et Eddy Valadier (Union de la Droite) sont élus avec 51,74 % des suffrages exprimés et un taux de participation de 55,91 % (6 823 voix pour 14 440 votants et 25 828 inscrits).

#### Élections de juin 2021
Le premier tour des élections départementales de 2021 est marqué par un très faible taux de participation (33,26 % au niveau national). Dans le canton de Saint-Gilles, ce taux de participation est de 33,46 % (8 961 votants sur 26 780 inscrits) contre 33,46 % au niveau départemental. À l'issue de ce premier tour, deux binômes sont en ballottage : Huguette Sartre et Eddy Valadier (Union au centre et à droite, 41,68 %) et Isabelle Durand-Martin et Christophe Lefevre (RN, 33,82 %).
Le second tour des élections est marqué une nouvelle fois par une abstention massive équivalente au premier tour. Les taux de participation sont de 34,36 % au niveau national, 34,93 % dans le département et 34,83 % dans le canton de Saint-Gilles. Huguette Sartre et Eddy Valadier (Union au centre et à droite) sont élus avec 63,11 % des suffrages exprimés (5 422 voix pour 9 334 votants et 26 798 inscrits),,. 

## Composition

### Composition avant 2015

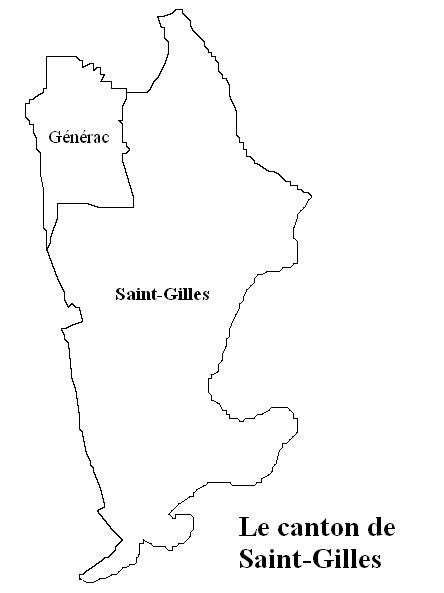
Carte du canton avant 2015

Le canton regroupait deux communes
| Nom                      | Code Insee | Codepostal | Superficie (km2) | Population (dernière pop. légale) | Densité (hab./km2) |
| ------------------------ | ---------- | ---------- | ---------------- | --------------------------------- | ------------------ |
| Saint-Gilles (chef-lieu) | 30258      | 30800      | 153,73           | 13 646 (2012)                     | 89                 |
| Générac                  | 30128      | 30510      | 24,26            | 4 012 (2012)                      | 165                |

### Composition à partir de 2015
| Nom                                  | Code Insee | Intercommunalité   | Superficie (km2) | Population (dernière pop. légale)              | Densité (hab./km2) | Modifier                                    |
| ------------------------------------ | ---------- | ------------------ | ---------------- | ---------------------------------------------- | ------------------ | ------------------------------------------- |
| Saint-Gilles (bureau centralisateur) | 30258      | CA Nîmes Métropole | 153,73           | 14 427 (2022)                                  | 94                 | modifier les données · modifier les données |
| Caveirac                             | 30075      | CA Nîmes Métropole | 15,20            | 4 328 (2022)                                   | 285                | modifier les données · modifier les données |
| Clarensac                            | 30082      | CA Nîmes Métropole | 14,49            | 4 257 (2022)                                   | 294                | modifier les données · modifier les données |
| Générac                              | 30128      | CA Nîmes Métropole | 24,26            | 4 039 (2022)                                   | 166                | modifier les données · modifier les données |
| Langlade                             | 30138      | CA Nîmes Métropole | 9,00             | 2 297 (2022)                                   | 255                | modifier les données · modifier les données |
| Milhaud                              | 30169      | CA Nîmes Métropole | 18,25            | 6 142 (2022)                                   | 337                | modifier les données · modifier les données |
| Nîmes                                | 30189      | CA Nîmes Métropole | 161,85           | Fraction : 446 (2022) Commune : 150 444 (2022) | 930                | modifier les données · modifier les données |
| Saint-Côme-et-Maruéjols              | 30245      | CA Nîmes Métropole | 13,01            | 797 (2022)                                     | 61                 | modifier les données · modifier les données |
| Saint-Dionisy                        | 30249      | CA Nîmes Métropole | 3,42             | 1 071 (2022)                                   | 313                | modifier les données · modifier les données |
| Canton de Saint-Gilles               | 3019       |                    |                  | 37 804 (2022)                                  |                    | modifier les données                        |

Le nouveau canton de Saint-Gilles comprend :
1. huit communes entières,
2. la partie de la commune de Nîmes non incluse dans les cantons de Nîmes-1, Nîmes-2, Nîmes-3 et Nîmes-4.

## Démographie

### Démographie avant 2015
| 1962  | 1968   | 1975   | 1982   | 1990   | 1999   | 2006   | 2011   | 2012   |
| ----- | ------ | ------ | ------ | ------ | ------ | ------ | ------ | ------ |
| 8 364 | 10 414 | 10 443 | 12 000 | 14 229 | 14 849 | 16 863 | 17 547 | 17 658 |

### Démographie depuis 2015
En 2022, le canton comptait 37 804 habitants, en évolution de +4,38 % par rapport à 2016 (Gard : +2,97 %, France hors Mayotte : +2,11 %).
| 2013   | 2018   | 2022   |
| ------ | ------ | ------ |
| 35 606 | 36 661 | 37 804 |

## Patrimoine

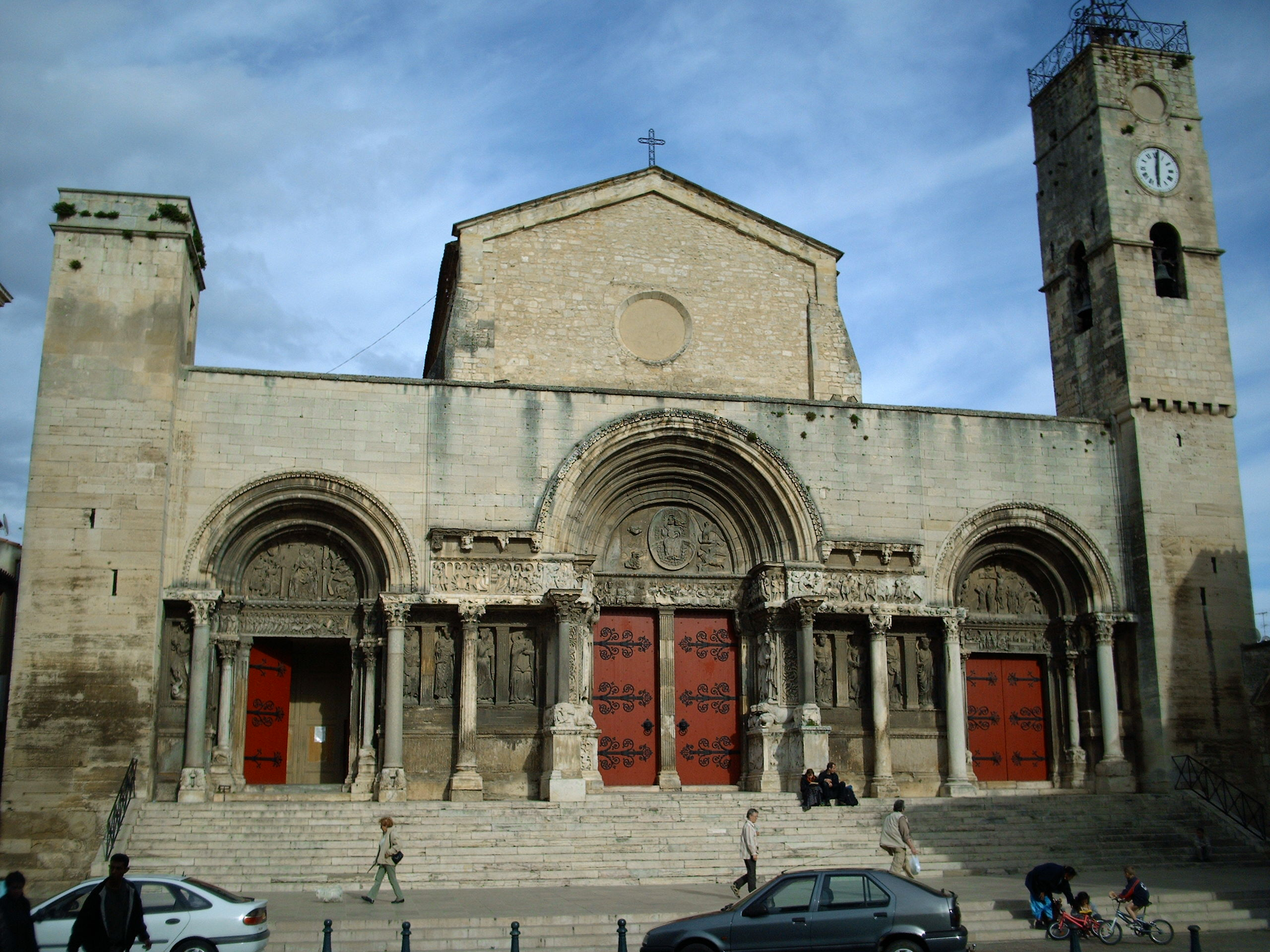
L’abbatiale de Saint-Gilles
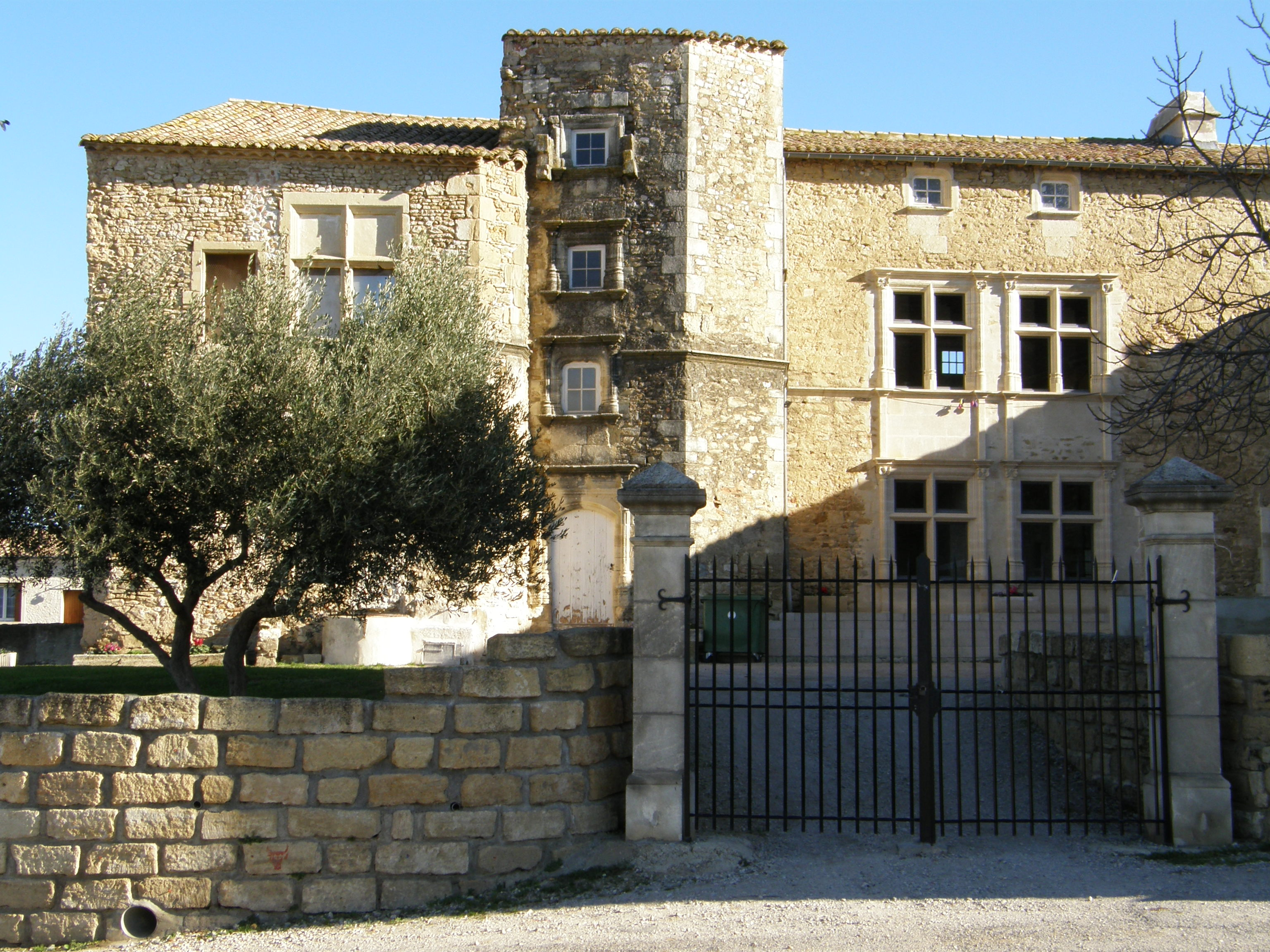
Le château de Générac